# جيل براون
جيل براون (بالإنجليزية: Gill Brown)‏ هي لاعب هوكي الحقل بريطانية، ولدت في 26 فبراير 1965.

## وصلات خارجية
- جيل براون على موقع أوليمبيديا (الإنجليزية)